# Mikoyan-Gurevich I-231
Mikoyan-Gurevich I-231 là một mẫu máy bay chiến đấu thí nghiệm của Liên Xô trong chiến tranh thế giới II.

## Lịch sử
Khung máy bay thứ ba loại I-230 được hoàn tất vào đầu năm 1943 với một động cơ Mikulin AM-39 công suất 1.800 hp 12 xylanh, có tên gọi là 2D. Ngoài cánh đuôi máy bay được đặt thấp hơn 20 cm, máy bay này tương tự như máy bay I-230 đầu tiên và được vũ trang với 2 khẩu pháo. Nó được mang tên là I-231, mẫu này bị phá hủy trong một tai nạn hạ cánh không lâu sau khi việc thử nghiệm và phát triển xa hơn bị hủy bỏ.

## Thông số kỹ thuật (I-231)

### Đặc điểm riêng
- Phi đoàn: 1 người
- Dài: 8.62 m (27 ft 1 in)
- Chiều dài cánh: 10.20 m (33 ft 6 in)
- Chiều cao: 3.50 m (11 ft 6 in)
- Diện tích cánh: 17.44 m² (188 ft²)
- Loại cánh: Clark YH
- Trọng lượng rỗng: 2.583 kg
- Trọng lượng cất cánh: 3.285 kg
- Động cơ: 1× Mikulin AM-39 bộ làm mát bằng không khí V-12, công suất 1.800 hp

### Hiệu suất bay
- Vận tốc tối đa: 707 km/h
- Phạm vi hoạt động: 1350 km
- Trần bay: 11.500 m (37.700 ft)
- Tốc độ lên cao: 14.7 m/s (2.890 ft/min)
- Lực nâng của cánh: 192 kg/m² (39.4 lb/ft²)
- Lực đẩy/khối lượng: 0.30 kW/kg (0.18 hp/lb)

### Vũ khí
- 2x pháo ShVAK 20 mm
- 8x Rocket RS-82

## Nội dung liên quan

### Máy bay có cùng sự phát triển
- Mikoyan-Gurevich I-230

### Danh sách máy bay tiếp theo
MiG I-230 - MiG I-220 - MiG I-231 - MiG I-222 - MiG I-224 - MiG I-225